# Щитоногие черепахи
Щитоногие черепахи, или терекай, или тракакса (лат. Podocnemis), — род бокошейных черепах из семейства Podocnemididae. Современные представители рода населяют тропики Южной Америке.
Обитают в реках. Размеры карапакса от 20 см у кайеннской щитоногой черепахи до 80 см у аррау.

## Классификация
В род включают 6 ныне живущих видов:
- Podocnemis erythrocephala — кайеннская щитоногая черепаха
- Podocnemis expansa — аррау, тартаруга, широкая щитоногая черепаха
- Podocnemis lewyana — маглаленская щитногая черепаха[2]
- Podocnemis sextuberculata — амазонская щитоногая черепаха[2]
- Podocnemis unifilis — терекай, тракакса
- Podocnemis vogli — оринокская щитоногая черепаха

Кроме того, описано ещё 4 вида, чьи ископаемые остатки найдены в отложениях неогена Южной Америки:
- † Podocnemis bassleri
- † Podocnemis medemi[4]
- † Podocnemis pritchardi[4]
- † Podocnemis tatacoensis[5]

Позднемеловой (сеноманский) вид «Podocnemis» parva Haas, 1978, описанный по остаткам с Западного берега реки Иордан, теперь отнесён к роду Algorachelus как A. parvus.